# Flat Rock (Illinois)
Flat Rock – wieś w Stanach Zjednoczonych, w stanie Illinois, w hrabstwie Crawford.